# Hambrook
Hambrook är en by i South Gloucestershire, Gloucestershire i England. Byn är belägen 44,3 km 
från Gloucester. Orten har 544 invånare (2015). Byn nämndes i Domedagsboken (Domesday Book) år 1086, och kallades då Hanbroc.